# 時計じかけのエトランゼ
『時計じかけのエトランゼ』（とけいじかけのエトランゼ）は、あゆみゆいによる日本の漫画作品。
『なかよし』（講談社）で連載された。

## あらすじ
暁（あき）といとこの命（みこと）の前に、25年前から暁の母親、七緒（なお）が現れた。

## 書誌情報
- あゆみゆい 『時計じかけのエトランゼ』 講談社〈講談社コミックスなかよし〉、1990年9月6日発行、ISBN 978-4-06-178670-7